# Everest (1998)

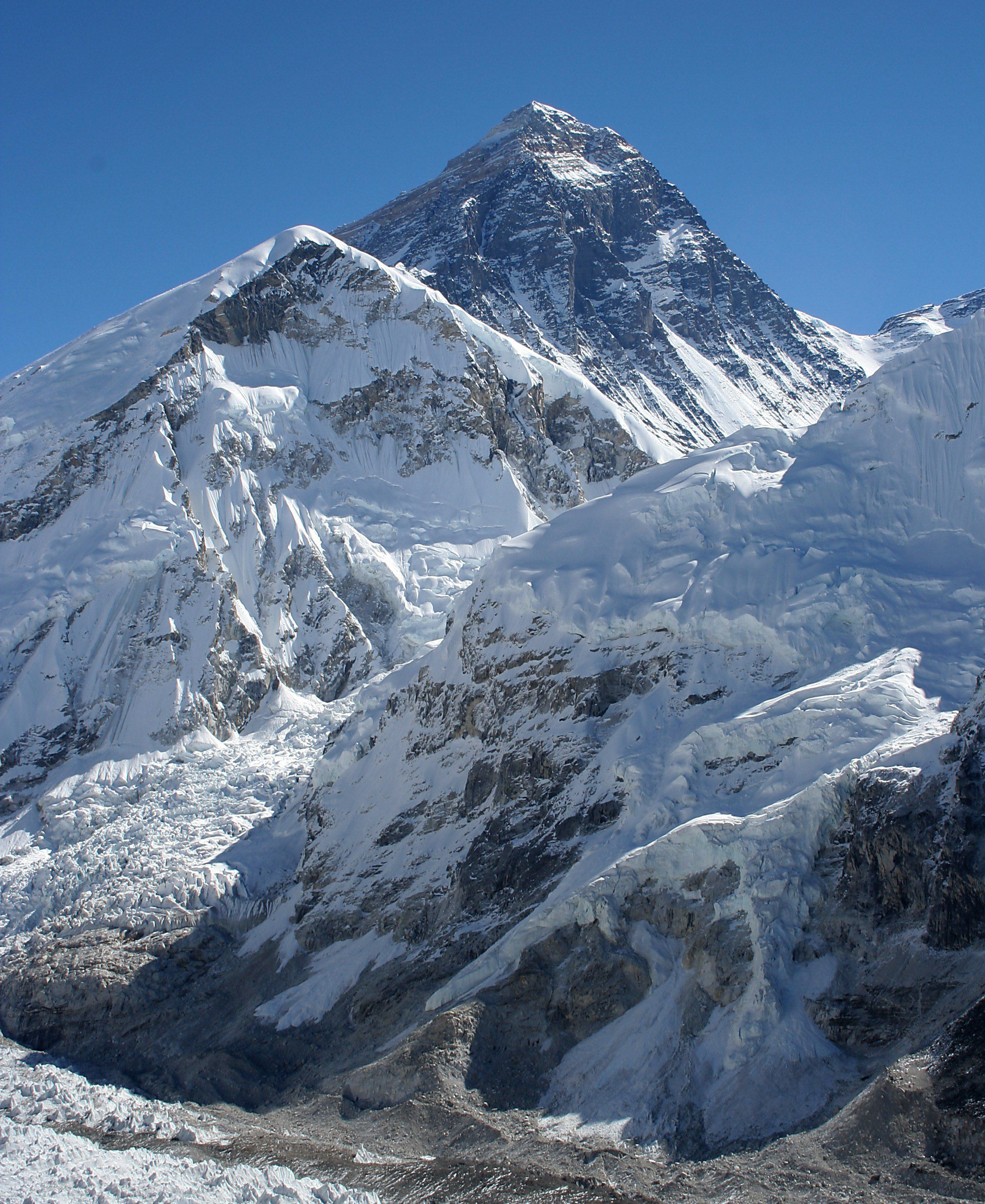
De Mount Everest, waar de film om draait

Everest is een korte Amerikaanse documentaire en IMAX-film uit 1998. De film is geregisseerd door Greg MacGillivray, Stephen Judson en David Breashears en de hoofdrol was voor Beck Weathers.
De film bracht in totaal $127.990.128 op waarvan $87.178.599 in de Verenigde Staten en $40.811.529 in het buitenland. Het is hiermee een van de succesvolste IMAX films ooit gemaakt.

## Verhaal
De film gaat over de moeilijkheden die Beck Weathers ondergaat tijdens het beklimmen van de Mount Everest, het hoogste punt op aarde.

## Rolverdeling
| Acteur                 | Personage        | Opmerkingen                               |
| ---------------------- | ---------------- | ----------------------------------------- |
| Hoofdrollen            |                  |                                           |
| Liam Neeson            | Verteller (stem) |                                           |
| Beck Weathers          | Zichzelf         |                                           |
| Jamling Tenzing Norgay | Zichzelf         | Zoon van de bekende sherpa Tenzing Norgay |
| Araceli Segarra        | Zichzelf         |                                           |
| Ed Viesturs            | Zichzelf         |                                           |
| Paula Viesturs         | Zichzelf         |                                           |

## Citaten
- Verteller: 'Net boven het hooggelegen kamp ligt klimmer Beck Weathers al ruim 22 uur buiten in de sneeuw. Hij is achtergelaten door andere klimmers die hem dood verklaarden. Maar dan, bijna blind en zijn handen letterlijk bevroren, staat hij op en laat hij zijn rugzak achter... vervolgens probeert hij te lopen.'
- Weathers: 'Het enige waar ik aan dacht was dat zolang mijn benen konden rennen en ik kon staan... Ik ging op het kamp af. En als ik zou vallen, dan zou ik opstaan. En als ik weer zou vallen, zou ik blijven bewegen, totdat ik bij het kamp was... of totdat ik tegen die berg aan zou lopen.'

## Prijzen en nominaties
Everest won één prijs en werd één keer genomineerd:
- Prijs (1998): Chris Award: Wetenschap, technologie en reizen
- Nominatie (1999): Golden Reel Award: Beste geluidsbewerking